# 吉利镇
吉利镇，是中华人民共和国云南省昭通市大关县下辖的一个镇。

## 行政区划
吉利镇下辖以下地区：
黄荆村、尾甲村、龙坪村、鱼田村、吉利村、小寨村、回龙村和银底村。